# Пивоваровы
Пивова́ровы — дворянский род.
Григорий Пивоваров в службу вступил в 1747 году. 2.09.1793 произведен Действительным Статским Советником, и находясь в сем чине, 25.04.1796 — пожалован на дворянское достоинство Дипломом, с коего копия хранится в Герольдии.

## Описание герба
Щит разделен горизонтально на две части; из коих нижняя часть имеет шахматное изображение из золота и голубого цвета; в верхней части разрезанной на двое в правом голубом поле положены крестообразно две Шпаги, а в левом золотом поле видна выходящая Рука, которая держит трость.
Щит увенчан обыкновенным дворянским шлемом с дворянскою на нем Короною, на поверхности которой означены два черные Орлиные крыла и между ними три страусовых пера. Намет на щите голубой, подложенный золотом. Герб Пивоварова внесен в Часть 1 Общего гербовника дворянских родов Всероссийской империи, стр. 140.